# Остров Гукера
О́стров Гу́кера — остров архипелага Земля Франца-Иосифа. Площадь острова 508 км² (один из 10 самых крупных островов архипелага), высочайшая точка — 576 метров. Административно относится к Приморскому району Архангельской области России. Находится на территории государственного природного заказника федерального значения «Земля Франца-Иосифа».
Назван в честь Джозефа Гукера — английского ботаника и путешественника, сопровождавшего Джеймса Росса в экспедиции к Антарктиде в 1841 году.

## География
Как и остальные острова Земли Франца-Иосифа, остров Гукера имеет базальтовое основание, на котором возвышаются несколько ледниковых куполов, а по направлению от центра острова к океану с каменистого плато спускаются выводные ледники.
К северу от острова Гукера, отделённый проливом Аллен-Юнг, лежит остров Кётлица, к северо-западу, за широким проливом Британский Канал находится крупнейший остров Земли Франца-Иосифа — Земля Георга.
Практически вся территория острова покрыта ледниками, исключение составляет лишь несколько прибрежных зон острова.
Самая северная точка острова — мыс Альберта Маркама, названный в честь британского исследователя сэра Альберта Гастингса Маркама, самая южная точка — мыс Сесиль-Хармсуорт, названный в честь жены британского журналиста и магната Альфреда Хармсуорта — Сесиль Хармсуорт. Самая западная точка острова — мыс Данди, самая восточная — мыс Альбанова. Расстояние от северного окончания острова до южного — около 28 километров, от самой западной точки до самой восточной чуть более 30 километров.
В северо-западной части острова находятся две незамерзающие бухты — бухта Юрия и бухта Тихая, названная так в связи с тем, что во время зимовки на острове Гукера экспедиции Георгия Седова было спокойно и безветренно, что не характерно для островов Арктики. Две бухты разделены между собой высокой (174 м) выступающей в море скалой Рубини. Скала, названная именем итальянского тенора, славится крупными, до 18 000 особей, птичьими базарами.

## История

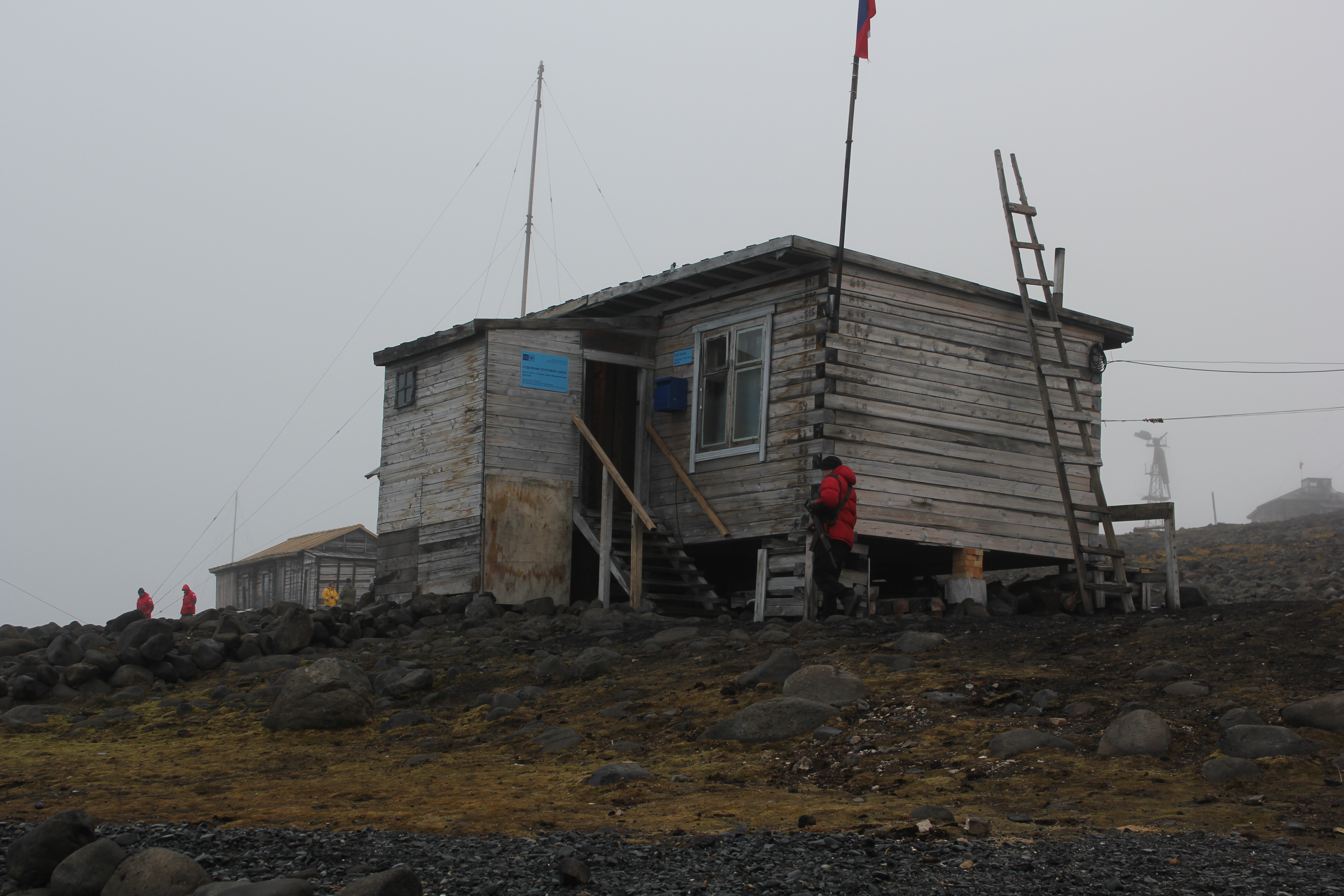
Почтовое отделение в бухте Тихой

В 1879 году к Земле Франца-Иосифа прибыл голландский исследовательский корабль «Виллем Баренц», командовал которым полярный исследователь Де Брюйне (нидерл. De Bruyne). Команда судна проводила уже несколько сезонов подряд гидрологические работы в районе Баренцева моря. Во время исследования архипелага Де Брюйне обнаружил остров, которого на карте Юлиуса Пайера — первооткрывателя Земли Франца-Иосифа, не было. Остров получил название по имени известного английского ботаника — Джозефа Гукера.
Спустя почти 35 лет, 19 сентября 1913 года, у берегов острова Гукера в незамерзающей бухте Тихая на вторую зимовку остановилась экспедиция Георгия Седова, прибывшая на парусно-паровой шхуне «Святой мученик Фока» после предыдущей зимовки на архипелаге Новая Земля у полуострова Панкратьева. Участники этой экспедиции назвали бухту её нынешним именем.

В 1929 году на берегу бухты Тихая открылась первая на архипелаге советская полярная станция. С этого времени остров Гукера стали регулярно посещать советские экспедиции.
В июле 1931 года остров посещал дирижабль «Граф Цеппелин» в ходе программы по аэрофотосъёмке Арктики.
В 1932 году на острове Гукера в районе бухты Тихая была построена самая северная в то время (80°20' северной широты) железная дорога, соединявшая ангар полярной станции «Бухта Тихая» с побережьем. Она использовалась для транспортировки гидросамолёта из моря в ангар.
В 1957 году на вершине купола Чурляниса была построена первая в советской Арктике метеостанция на ледниковом куполе.
С 2014 года в бухте Тихая сезонно, в периоды навигации, функционирует отделение Почты России (почтовый индекс 163110), считающееся самым северным отделением почтовой связи в мире.

## Флора и фауна

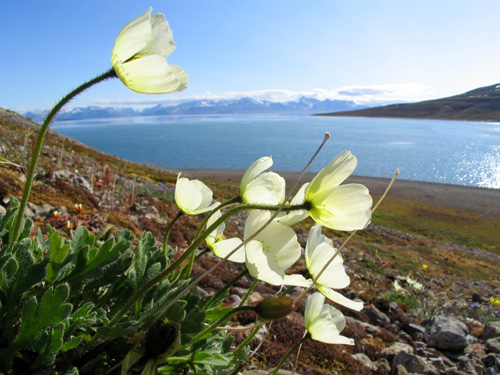
Полярный мак

Животный и растительный мир острова Гукера относительно других зон Арктики очень богат. Птичьи базары в бухте Тихая насчитывают до 18 000 особей. На острове обитают колонии кайр, чистики, буревестники, бургомистр, чайки и другие виды птиц.
В водах, омывающих острова, водятся нерпа, морской заяц, и белуха. Из млекопитающих, как и на других островах архипелага, в небольших количествах встречается белый медведь.
Растительный мир острова представлен в первую очередь мхами и лишайниками и, в меньших количествах, цветковыми растениями, например, полярным маком.

## Географические объекты острова

### Полярные станции
- Полярная станция в бухте Тихой

### Мысы
По часовой стрелке от станции Бухта Тихая:
- Мыс Седова — мыс в бухте Тихая, назван по имени полярного исследователя Георгия Седова.
- Мыс Альберта-Маркама — самая северная точка острова.
- Мыс Льюис-Пул — чуть восточнее мыса Альберта-Маркама.
- Мыс Альбанова — самая восточная точка острова Гукера.
- Мыс Брейтфуса — назван в честь Леонида Брейтфуса — русско-немецкого зоолога и гидрографа, исследователя Арктики.
- Мыс Сесиль-Хармсуорт — самая южная точка острова.
- Мыс Угольный — на юго-западе острова.
- Мыс Данди — самая западная точка острова Гукера.
- Мыс Медвежий — напротив мыса Седова, отделяет бухту Юрия от бухты Тихой.

### Бухты и заливы
- Бухта Тихая
- Бухта Юрия

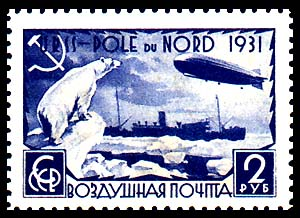
Встреча ледокола «Малыгин» с дирижаблем ЛЦ-127 «Граф Цеппелин» в бухте Тихой для обмена почтой. Марка СССР, 1931.

- Залив Макарова — назван в честь Степана Макарова — русского военно-морского деятеля, океанографа, полярного исследователя, кораблестроителя, вице-адмирала с 1896 года.

### Купола и ледники
- Ледник Седова — прилегает к бухте Тихая. На леднике Седова в 50-х годах была построена вторая на острове метеостанция.
- Ледник Елены — в северо-восточной части острова Гукера.
- Ледник Юрия — прилегает к бухте Юрия.
- Ледник Обручева — на юге острова.
- Ледник Кирова — немного западнее ледника Обручева, носит имя Сергея Мироновича Кирова — советского государственного и политического деятеля.
- Купол Безымянный (328 м) — чуть восточнее станции Бухта Тихая
- Купол Чурляниса — назван так Николаем Пинегиным — участником седовской экспедиции, в честь литовского художника и композитора Микалоюса Чурлёниса. Здесь в 1957 году была построена первая в Советском Союзе станция на вершине ледяного купола.
- Купол Юрия — к юго-западу от ледника Юрия.
- Купол Джексона (576 м) — самая высокая точка острова Гукера.

### Скалы
- Скала Солнечная — на востоке от купола Чурляниса.
- Скала Луначарского — на южном побережье острова, названа в честь Анатолия Луначарского — русского советского писателя, общественного и политического деятеля.

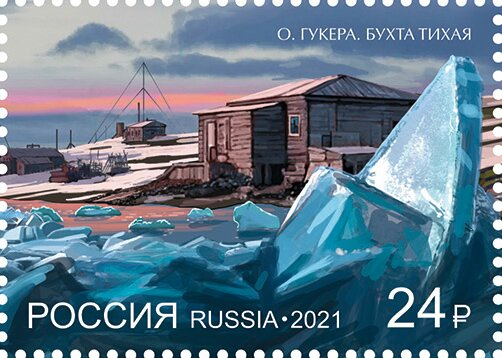
Почтовая марка. Остров Гукера. Часть сцепки «Арктическая зона Российской Федерации. Туризм»

## Близлежащие малые острова
- Остров Ли-Смита — расположен к востоку от острова Гукера, отделён проливом Смитсона. Имеет 14 километров в длину и 6,5 километра в ширину. Высочайшая точка острова — 309 метров. За исключением южного мыса Виттенбурга полностью покрыт льдом.
- Остров Королевского Общества — небольшой, почти полностью свободный ото льда остров между островами Гукера и Ли-Смита. Имеет форму раскрытого на восток полумесяца.
- Остров Скотт-Келти — остров в 2,5 километрах метрах к западу от бухты Тихая. Высочайшая точка — 64 метра.
- Остров Мёртвого Тюленя — малый остров, расположенный западнее мыса Седова и севернее острова Скотт-Келти.
- Остров Итон — совсем небольшой, всего 3 километра в длину, остров к западу от острова Гукера. На ряде карт отмечен, как остров Итол. Самая высокая точка острова — 42 метра.
- Остров Ньютона — небольшой остров длиной около 2,5 километра в 11 километрах к югу от острова Гукера.
- Остров Мей — крошечный вытянутый островок на юго-западе от острова Гукера, длиной менее одного километра.
- Острова Этеридж — группа из двух островов в 6 километрах к западу от острова Мей. Наиболее высокая точка — 21 метр.